# Frederick Gehring
Frederick William Gehring (Ann Arbor, 7 de agosto de 1925 — Ann Arbor, 29 de maio de 2012) foi um matemático estadunidense. Trabalhou com análise complexa.
Em 2006 recebeu o Prêmio Leroy P. Steele da American Mathematical Society pelo trabalho de sua carreira ("for Lifetime Achievement").
Foi palestrante convidado do Congresso Internacional de Matemáticos em Moscou (1966: Extension theorems for quasiconformal mappings in n-space), em Vancouver (1974: Some metric properties of quasiconformal mappings) e em Berkeley (1986: Quasiconformal mappings).